# William Clayton (editor)
William Mann Clayton (Londres, 14 de julio de 1884-Nueva York, 5 de abril de 1946) fue un empresario conocido sobre todo por su faceta como editor de revistas pulp en Estados Unidos.
Su imperio empresarial se inició con la publicación de la revista Snappy Stories, una revista para hombres lanzada en 1912. Publicó numerosas revistas pulp, como Astounding Stories en 1930, que todavía continua publicándose (febrero de 2017) bajo el título Analog Science Fiction and Fact.